# 呉懿
呉 懿（ご い）は、中国後漢末期から三国時代の蜀漢の武将。『三国志 (歴史書)』では呉 壹（）と記される。字は子遠。兗州陳留郡の人。従父は呉匡。族弟は呉班。妹は呉氏。子の名は不明。孫は呉喬。

## 事跡
少年時代に父を失ったが、かつて亡父と旧交のあった劉焉の入蜀の際に母と妹、そして族弟の一家と共に益州に移住し、劉焉亡き後は子の劉璋に仕えて中郎将に任じられた。
建安17年（212年）、劉備が劉璋を攻撃すると防御にあたったが、防ぐことができずに降伏した。建安19年（214年）、劉備は益州を平定すると呉懿を護軍・討逆将軍に任じ、妹の呉氏を夫人とした。章武元年（221年）、劉備が皇帝に即位した時には偏将軍・関中都督となっている。
建興6年（228年）、街亭の戦いの際には、諸将は先鋒には実戦経験豊富な魏延や呉懿を推挙したが、諸葛亮は聴き容れず、馬謖を任用して大敗を喫した。
建興8年（230年）、魏延と共に羌中に進出し、魏の費曜を撃破して左将軍に昇進し高陽郷侯（兗州陳留郡）に封じられた。
建興9年（231年）の李厳が罷免された時点では左将軍・荊州刺史・高陽郷侯であった。
建興12年（234年）の諸葛亮の死後、督漢中・車騎将軍・仮節・雍州刺史となり済陽県侯（兗州陳留郡）に封じられた。呉懿の副として王平が漢中太守となり漢中を守備した。
建興15年（237年）に死去した。
呉懿は博愛の人物として知られ、戦功もあり、何より皇帝の外戚という重要人物でありながら、正史に彼個人の伝が立てられていない。
孫の呉喬は成漢の李雄に30年間（李雄の在位期間に等しい）屈しなかったという。

## 評価
季漢輔臣賛において「非常に剛毅な人物であり、博愛の心を持っていた。弱軍を率いて強敵を制圧し、危機に陥ることがなかった」と称賛されている。

## 三国志演義
- 第六十二回、張粛が弟の張松の密書を劉璋に届け、劉備の益州取りの野心が明らかになったことで、防衛戦の総大将が必要となる。これに劉循が名乗りをあげるがそれを抑え、彼に代わる形で前線に派遣されている。この時、副官として呉蘭・雷銅を推挙している。前線に着くと、早速劉璝・張任・冷苞らと対応を協議し、冷苞の建策を取り上げ、水攻めを企てている。

- 第六十三回、実行部隊にも名乗りをあげた冷苞が、魏延の妨害にあい失敗。後詰として派遣されていた呉蘭・雷銅も黄忠に追い散らされ、計画は頓挫してしまう。呉懿は次の作戦を協議するが、今度は張任の建策により、彼が伏兵として外に出される事になる。張任は、たまたまやってきた龐統を劉備と取り違え射殺。張任の報告により劉備を討ち取ったと思った呉懿らは、城から全軍で討って出て、劉備の軍を散々に追い散らしている。結果、劉備は諸葛亮に便りを出し、荊州の援軍を待って進軍するよう計画を立て直すことになる。守将として関羽を残し荊州から進発した諸葛亮は、張飛らを率いて益州に入ると、厳顔を打ち破っている。

- 第六十四回、主将が呉懿から劉循に交代し、呉懿は張任から命令される立場となっている。すでに劉備の軍による毎夜のような夜討ちに疲労し、敗勢は色濃くなっていく。事態を打開すべく、張任は劉備一人を狙って討ち取ろうとするが、張飛の軍に阻まれてしまう。降将の厳顔が行く先々の太守を調略した事で、諸葛亮の軍が僅かな期間で到着していたのである。両軍は総力戦を行ない、呉懿・劉璝・呉蘭・雷銅が魏延・黄忠の二将を挟撃し、一旦は打ち破る。しかし、呉蘭・雷銅は二将を追う内に敵陣深くに入り込んで孤立し、降伏。呉懿は、張任・卓膺らと共に、劉備との最後の決戦に挑むが、張任が諸葛亮の罠にかかって生け捕りにされると、戦意を失って卓膺らとともに劉備に降伏している。張任は降る事を拒んで斬首となり、城を守っていた劉璝もまた内応した張翼に殺されてしまう。劉循は成都に逃げ戻っている。呉懿は厳顔とともに劉備の軍を先導し、益州の調略を行なうことになる。

- 第九十一回、諸葛亮が出師の表を奏し、北伐を開始すると、呉懿は中参軍としてそれに同道する。

- 第九十九回、曹真に代わって司馬懿が魏の西方の司令官となると、諸葛亮は防衛計画を展開させる。呉懿は、呉班・馬忠・張嶷らとともに、張郃と戴陵を迎撃し、陽動の任務を成功させている。

- 第百回、諸葛亮の計略に従い、呉班・関興・廖化とともに曹真の副将である秦良の軍を待ち伏せし、打ち破る。その後は彼らと共に降参した魏軍の兵士を率い、曹真の本陣に潜入している。しかしこの計画は、司馬懿によって埋伏の毒と見破られており、失敗してしまう。

- 第百二回、魏軍が渭水を下って攻めてくる事を恐れた諸葛亮の命に従い、呉班とともに橋の焼き討ちを任じられる。しかし、この計画も司馬懿によって看破されており、呉班が魏軍の待ち伏せにあって戦死、呉懿も橋の焼き討ちに失敗している。以後は登場しない。